# Bir Haddada
Bir Haddada là một đô thị thuộc tỉnh Sétif, Algérie. Dân số thời điểm năm 2002 là 18.233 người.